# Walter Winterbottom
 (mai 2024).
Si vous disposez d'ouvrages ou d'articles de référence ou si vous connaissez des sites web de qualité traitant du thème abordé ici, merci de compléter l'article en donnant les références utiles à sa vérifiabilité et en les liant à la section « Notes et références ».
 (mai 2024).
Pour les articles homonymes, voir Winterbottom.
Walter Winterbottom, né le 31 janvier 1913 à Oldham (Angleterre), mort le 16 février 2002 Guildford (Angleterre), était un footballeur anglais qui évoluait à Manchester United et le premier sélectionneur de l'équipe d'Angleterre de football.

## Carrière
- 1936-1938 : Manchester United

## Carrière d'entraineur
- 1947–1963 :  Angleterre

## Palmarès

### Avec Manchester United
- Vice-Champion du Championnat d'Angleterre de football D2 en 1938.

## Statistiques  d'entraîneur

### Equipe d'Angleterre
| Equipe     | de             | à            | Statistiques | Statistiques | Statistiques | Statistiques | Statistiques | Statistiques | Statistiques | Statistiques |
| ---------- | -------------- | ------------ | ------------ | ------------ | ------------ | ------------ | ------------ | ------------ | ------------ | ------------ |
| Equipe     | de             | à            | M.           | V.           | N.           | D.           | B.P.         | B.C.         | +/-          | % V.         |
| Angleterre | septembre 1946 | juillet 1962 | 139          | 78           | 33           | 28           | 385          | 195          | +190         | 56,12        |